# Lawrence Dallaglio
Lorenzo Bruno Nero “Lawrence” Dallaglio (Londra, 10 agosto 1972) è un ex rugbista a 15 e dirigente sportivo internazionale per l'Inghilterra, in forza agli Wasps dal 1990 al 2008.
Vinse con la sua Nazionale la Coppa del Mondo 2003 e fu finalista in quella del 2007.
Disputò il suo ultimo incontro il 31 maggio 2008 in occasione della finale di Premiership vinta contro Leicester; da dopo il ritiro ricopre l'incarico di direttore esecutivo degli Wasps.

## Biografia
Lorenzo Dallaglio è nato a Londra nel 1972 da padre italiano, Vincenzo, e madre anglo-irlandese, Eileen.
Frequentò le scuole medie alla King's House School e le superiori all'Ampleforth College, uno dei più famosi istituti d'istruzione cattolici del Paese.
Nel 1985, insieme ad altri 20 compagni di scuola del coro della King's House, incise negli studi EMI di Abbey Road le voci di sottofondo della canzone We Don't Need Another Hero, di Tina Turner (colonna sonora di Mad Max - Oltre la sfera del tuono); più tardi, cantò anche al matrimonio del noto compositore Andrew Lloyd Webber.
Entrambe le circostanze, rimaste ignote per anni, vennero alla luce nel 2005 allorquando il sindacato dei musicisti britannici, preso atto che ai coristi del brano della Turner non erano mai stati pagati i diritti di riproduzione, si adoperò per ricercare i componenti del coro.
Intervistato al riguardo, Dallaglio manifestò l'intenzione di donare la quota di sua spettanza a un fondo di assistenza istituito in memoria del suo scomparso insegnante di canto alla King's House.
In ragione delle origini dei suoi genitori, Dallaglio ebbe la possibilità di affiliarsi a una tra le federazioni inglese, irlandese o italiana e, in effetti, nel 1990 ricevette una chiamata da Dublino, che declinò.
Nel 1989 Dallaglio perse sua sorella maggiore Francesca, di 19 anni, rimasta uccisa nel ribaltamento di un battello fluviale sul Tamigi in quello che in Inghilterra è tuttora noto come Marchioness Disaster.
A 21 anni Dallaglio prese parte con la selezione di rugby a 7 dell'Inghilterra alla prima Coppa del Mondo della specialità, vincendo il torneo, e l'anno dopo fu chiamato in squadra nella Nazionale maggiore, in occasione di un tour in Sudafrica.
Fu proprio contro gli Springboks che Dallaglio esordì nel 1995, e poco dopo ricevette anche la convocazione dei British Lions.
Nello stesso anno Dallaglio divenne capitano degli Wasps dopo le dimissioni di Rob Andrew e il suo trasferimento al Newcastle, seguito da altri quattro giocatori di spicco del club.
A dispetto della giovane età e dell'impoverimento tecnico della formazione, Dallaglio guidò la squadra in campo alla vittoria finale della Premiership.
Nel 1997 divenne anche capitano della Nazionale per decisione del C.T. Clive Woodward, ma fu costretto a lasciare la fascia dopo uno scandalo esploso il 24 maggio 1999 dalle pagine del tabloid News of the World, che lo accusava di detenzione, uso e spaccio di stupefacenti, inclusi cocaina ed ecstasy.
Nell'articolo si faceva riferimento a fatti avvenuti circa nove anni prima, benché in prima pagina non si facesse menzione di questo dettaglio.
Inoltre, Dallaglio veniva accusato anche di aver assunto droga durante una festa in Sudafrica, nel corso del tour dei British Lions del 1997.
Il giocatore negò categoricamente di aver fatto mai alcunché di simile, asserendo inoltre che le dichiarazioni gli erano state carpite con un trucco, ed erano frutto di una spacconata dovuta all'eccesso di alcolici.
L'editore del News of the World rispose di non aver nulla da ritrattare e di essere divertito dal tentativo di Dallaglio di negare la storia.
Clive Woodward, per l'occasione investito dell'incarico di membro della commissione di saggi della federazione inglese istituita per esaminare il caso, si dichiarò fiducioso che l'inchiesta federale avrebbe scagionato Dallaglio, anche se in realtà non fu possibile giungere ad alcuna conclusione sulla vicenda.
Il giocatore mantenne il posto in Nazionale, anche se l'episodio gli costò la definitiva perdita della fascia da capitano (la perse pure nel suo club, ma la riacquisì l'anno successivo), e nel 2001 fu convocato nuovamente per i British Lions, in tour in Australia.
Un incidente al ginocchio mise in forse la sua partecipazione a detto tour, ma in qualche maniera Dallaglio riuscì a recuperare; tuttavia, causa riacutizzarsi del dolore, dovette lasciare i Lions a metà della spedizione e affrontare un intervento chirurgico per la ricostruzione dell'articolazione.
Dallaglio si presentò all'appuntamento mondiale del 2003 forte di un Grande Slam al Sei Nazioni e di alcune vittorie di prestigio contro le potenze dell'Emisfero Sud, e prese parte a tutti gli incontri vinti dall'Inghilterra nella Coppa del Mondo in Australia, che vide la squadra vincere per la prima volta la massima rassegna rugbistica mondiale.
L'anno successivo Dallaglio si riprese la fascia di capitano, dopo l'addio alle gare internazionali di Martin Johnson, ma il 31 agosto 2004 anch'egli si ritirò dalla Nazionale; nonostante il ritiro, rispose alla chiamata dei British Lions per il terzo tour consecutivo, in Nuova Zelanda, ma nel primo incontro si ruppe una caviglia e saltò tutto il resto del tour.
Alla fine del 2005 Dallaglio si rese nuovamente disponibile per la Nazionale e fece parte della squadra inglese al Sei Nazioni 2006, in cui giocò tre incontri da subentrato; incorse in un ulteriore infortunio alla caviglia nella stagione 2006-07, in quella che fu un'annata a due facce per il suo club: fuori dai playoff di Premiership, gli Wasps si rifecero in Heineken Cup, vincendola in finale a Twickenham contro il Leicester fresco campione inglese: Dallaglio fece in tempo a rientrare dall'infortunio e guidare la squadra nella vittoria europea.
Nel giugno 2007 il nuovo selezionatore inglese Brian Ashton incluse Dallaglio nella lista dei 47 preconvocati e, successivamente, dei 30 prescelti per la Nazionale alla Coppa del Mondo in Francia.
Conscio delle prove non esaltanti che avevano caratterizzato il cammino dell'Inghilterra dopo la vittoria nel 2003, alla vigilia dell'esordio mondiale Dallaglio disse che «Da questa Inghilterra i tifosi possono attendersi che darà in campo tutto quel che ha e giocherà con passione e orgoglio».

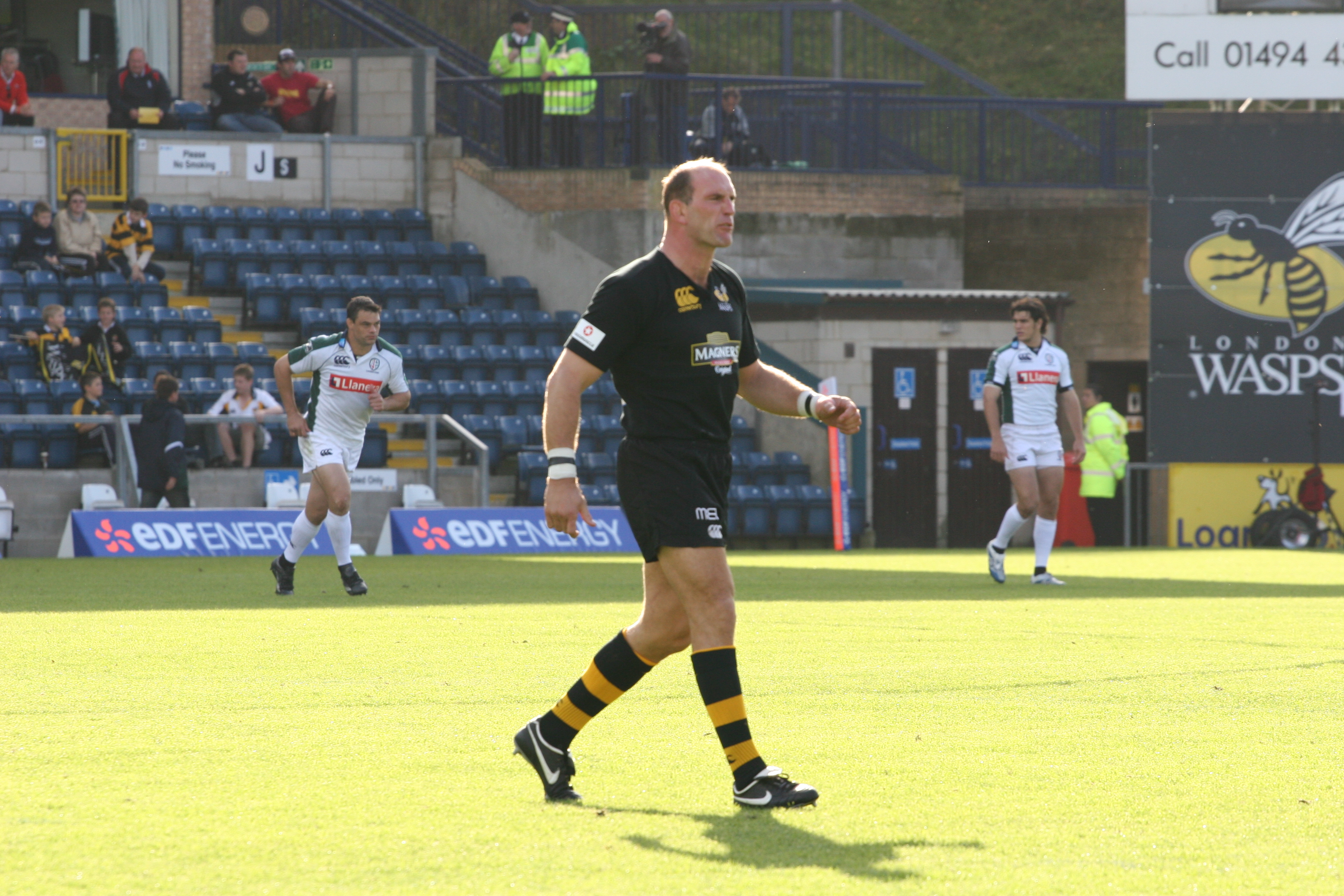
Dallaglio in un match contro i London Irish nel 2006

A dispetto dell'inizio difficile (tra cui un pesantissimo 0-36 contro il Sudafrica), ai quarti di finale l'Inghilterra incontrò e sconfisse l'Australia, e in semifinale si ripeté contro la Francia padrona di casa, raggiungendo la finale ma perdendola, sconfitta di nuovo dal Sudafrica 6-15.
Poco dopo la Coppa del Mondo, sia Dallaglio che il suo compagno di squadra Mike Catt pubblicarono la loro autobiografia.
Entrambe contengono critiche sul modo di condurre la squadra da parte di Brian Ashton; alle osservazioni circa l'inopportunità di esprimere tali critiche ad appena una settimana dalla fine del torneo, Dallaglio rilasciò un pubblico chiarimento, in cui si scusava per l'intempestività delle critiche, ma non per il loro merito, aggiungendo di aver sempre ritenuto Ashton un buon allenatore e di essersi sempre trovato bene con lui, ma al contempo di non ritenerlo in possesso delle qualità richieste a colui che deve guidare una Nazionale come quella inglese.
Infine, del 2 gennaio 2008 fu il definitivo ritiro di Dallaglio dall'attività internazionale.
Il 31 maggio 2008 gli Wasps affrontarono a Twickenham, di fronte a 81.600 spettatori, il Leicester nella finale di Guinness Premiership.
La partita, l'ultima di Dallaglio, terminò 26-16; all'uscita dal campo, avvenuta al 68' di gioco, questi fu salutato da una standing ovation condivisa anche dai tifosi del Leicester.
Da allora è nello staff dirigenziale degli Wasps, in seno al quale si occupa attualmente della politica commerciale del club.

### Vita privata
Sposato con tre figli, Lawrence Dallaglio è un acceso tifoso del Chelsea e si è dichiarato ammiratore di Alan Shearer.
Nel corso della premiazione dei giocatori dell'anno 2008 tenutasi a Stamford Bridge, Dallaglio ha consegnato un premio speciale a Frank Lampard per il suo 100º goal con il club londinese.
Lawrence Dallaglio è il presidente onorario della sezione del Middlesex della Wooden Spoon Society, organizzazione di beneficenza che organizza incontri di rugby tra veterani per raccogliere fondi per l'infanzia disagiata, ed è apparso anche nudo sulle pagine di un calendario benefico ideato dalla RFU.
In occasione del proprio compleanno, la regina Elisabetta conferì nel 2008 a Lawrence Dallaglio l'onorificenza di Ufficiale dell'Ordine dell'Impero Britannico (OBE) per i suoi servigî in carriera allo sport e per le opere di beneficenza.
Tale onorificenza fece seguito a quella di Membro dello stesso Ordine, ricevuta al momento della conquista della Coppa del Mondo 2003.
A seguito della scomparsa di sua madre Eileen nel dicembre 2008 a causa di un cancro, Dallaglio ha creato una fondazione di beneficenza, la Dallaglio Foundation.

## Palmarès
- Coppe del mondo: 1
Inghilterra: 2003
- Premiership: 5
Wasps: 1996-97, 2002-03, 2003-04, 2004-05, 2007-08
- Coppe Anglo-Gallesi: 3
Wasps: 1998-99. 1999-2000, 2005-06
- Heineken Cup: 2
Wasps: 2003-04, 2006-07
- Challenge Cup: 1
Wasps: 2002-03

## Statistiche

### Attività di club
| Competizione           | G   | Mt | Tr | CP | Dr | Pt  |
| ---------------------- | --- | -- | -- | -- | -- | --- |
| Premiership            | 226 | 32 | -  | -  | 1  | 163 |
| Coppa Anglo-Gallese    | 52  | 5  | -  | -  | -  | 25  |
| Heineken Cup           | 53  | 8  | -  | -  | -  | 40  |
| European Challenge Cup | 8   | 4  | -  | -  | -  | 20  |
| Totali                 | 339 | 49 | -  | -  | 1  | 248 |

### Attività internazionale
| Selezione     | G  | Mt | Tr | CP | Dr | Pt |
| ------------- | -- | -- | -- | -- | -- | -- |
| Inghilterra   | 85 | 17 | -  | -  | -  | 85 |
| British Lions | 3  | -  | -  | -  | -  | -  |
| Totali        | 88 | 17 | -  | -  | -  | 85 |

| Competizione       | G  | Mt | Tr | CP | Dr | Pt |
| ------------------ | -- | -- | -- | -- | -- | -- |
| Coppa del Mondo    | 17 | 1  | -  | -  | -  | 5  |
| Cinque/Sei Nazioni | 39 | 10 | -  | -  | -  | 50 |
| Amichevoli         | 32 | 6  | -  | -  | -  | 30 |
| Totali             | 88 | 17 | -  | -  | -  | 85 |